# Fléchette

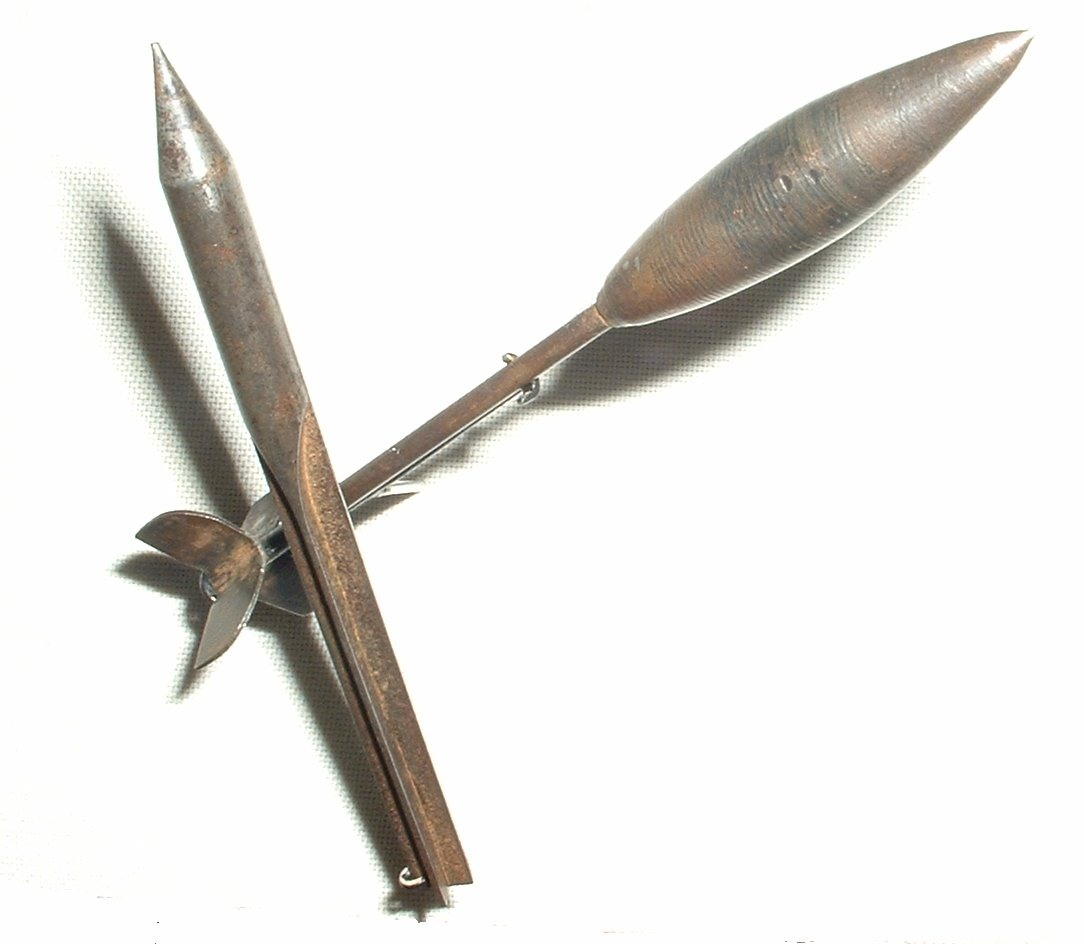
Fléchette da lancio della prima guerra mondiale, probabilmente per uso aereo

La fléchette è una freccetta di acciaio usata in armi da saturazione d'area, dove una quantità di frecce poste in un contenitore viene dispersa in uno spazio relativamente ristretto.
Il loro obiettivo è procurare danni al personale e sono utili se impiegate contro un numero elevato di bersagli posti in un luogo circoscritto. Esistono vari tipi di munizioni à fléchette, da quelle per fucili di grosso calibro a quelle per razzi da elicottero o a proiettili di artiglieria. La parola deriva dal francese flèche, cioè freccia, nel suo diminutivo fléchette, freccetta. Sono usate anche come munizioni per fucili a canna liscia, al posto dei pallettoni.